# سیارک ۷۸۵۸
سیارک ۷۸۵۸ (به انگلیسی: 7858 Bolotov، نامگذاری:1978SB3) هفت هزار و هشتصد و پنجاه و هشتمین سیارک کشف شده‌است که در ۲۶ سپتامبر ۱۹۷۸ کشف شد.
قدر مطلق سیارک برابر ۱۳٫۷۰ است.